# Murokcincér
A murokcincér (Phytoecia icterica) a cincérfélék családjába tartozó, Eurázsiában honos, ernyősvirágúakon élő bogárfaj. 

## Megjelenése
A murokcincér testhossza 6-12 mm. Az előtor oldalai alig íveltek, a szárnyfedők oldalvonalai a vállaktól a végéig keskenyednek. Alapszíne fekete, de sűrűn fedik a lesimuló szürke szőrei. A pajzsocskán, az előtor középvonalán, a homlokon a csápok töve előtt és a melloldalakon sűrű sárgás szőröket találunk. A tövük kivételével valamennyi combja sárgásvörös. Az elülső lábszár csaknem teljesen világos, a középső és hátulsó lábszár barnás, a lábfejek feketék. A fej és az előtor háta sűrűn pontozott, szárnyfedői elöl durvábban pontozottak, mint az előtor, a pontozás hátrafelé fokozatosan finomodik.

## Elterjedése és életmódja
Eurázsiában honos az Ibériai-félszigettől Dél-Szibériáig. Magyarországon országszerte elterjedt, gyakori faj. 
Lárvája különféle ernyősvirágú növények (pasztinák, sárgarépa, hasznos földitömjén, medvetalp) szárában és gyökértörzsében él. Életciklusa egy évig tart. Az imágó április végétől júliusig rajzik és többnyire a tápnövényein tartózkodik.

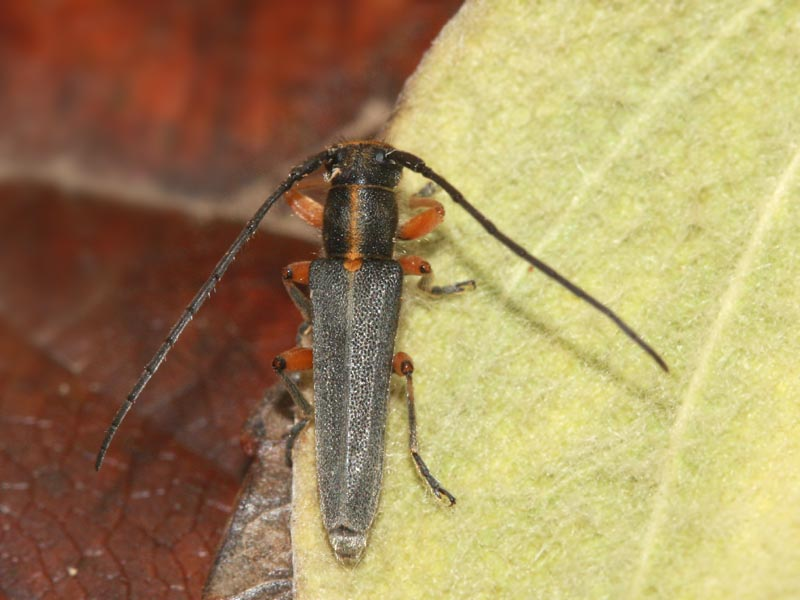
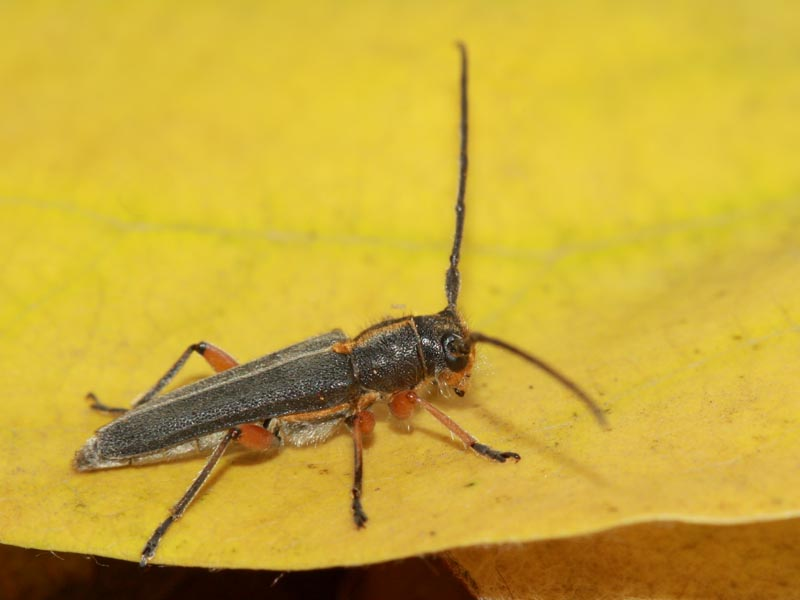
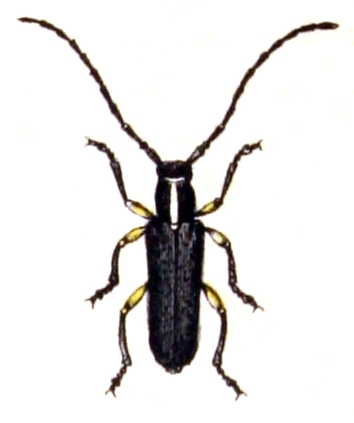

Magyarországon nem védett.